# ジュゼッペ・サーラガト
ジュゼッペ・サーラガト（サーラガット、サラガット、Giuseppe Saragat、1898年9月19日 - 1988年6月11日）は、イタリアの第5代大統領。

## 概要
第二次世界大戦前からの社会民主主義者で、戦前はジャコモ・マッテオッティらが率いた統一社会党に属した時期もある。
1947年、イタリア社会党を離党してイタリア社会主義労働者党を結党、書記長（党首）に就任。1952年に連合社会党と合併してイタリア民主社会党を結党した。民主社会党では70年代までに3度書記長を務めた他、1963年から1964年にかけてアルド・モーロ内閣で外務大臣を務めた。
1964年12月、病気のため辞職したアントニオ・セーニの後任として第5代大統領に就任、1971年まで務めた。中道左派政党から選出された初めての大統領である。
| 公職                    | 公職                                    | 公職                        |
| ----------------------- | --------------------------------------- | --------------------------- |
| 先代 アントニオ・セーニ | イタリア共和国大統領 第5代：1964 - 1971 | 次代 ジョヴァンニ・レオーネ |